# Дон-Альваро
Дон-Альваро (ісп. Don Álvaro) — муніципалітет в Іспанії, у складі автономної спільноти Естремадура, у провінції Бадахос. Населення — 766 осіб (2010).
Муніципалітет розташований на відстані близько 280 км на південний захід від Мадрида, 60 км на схід від Бадахоса.

## Демографія
Динаміка населення (INE ):

## Галерея зображень

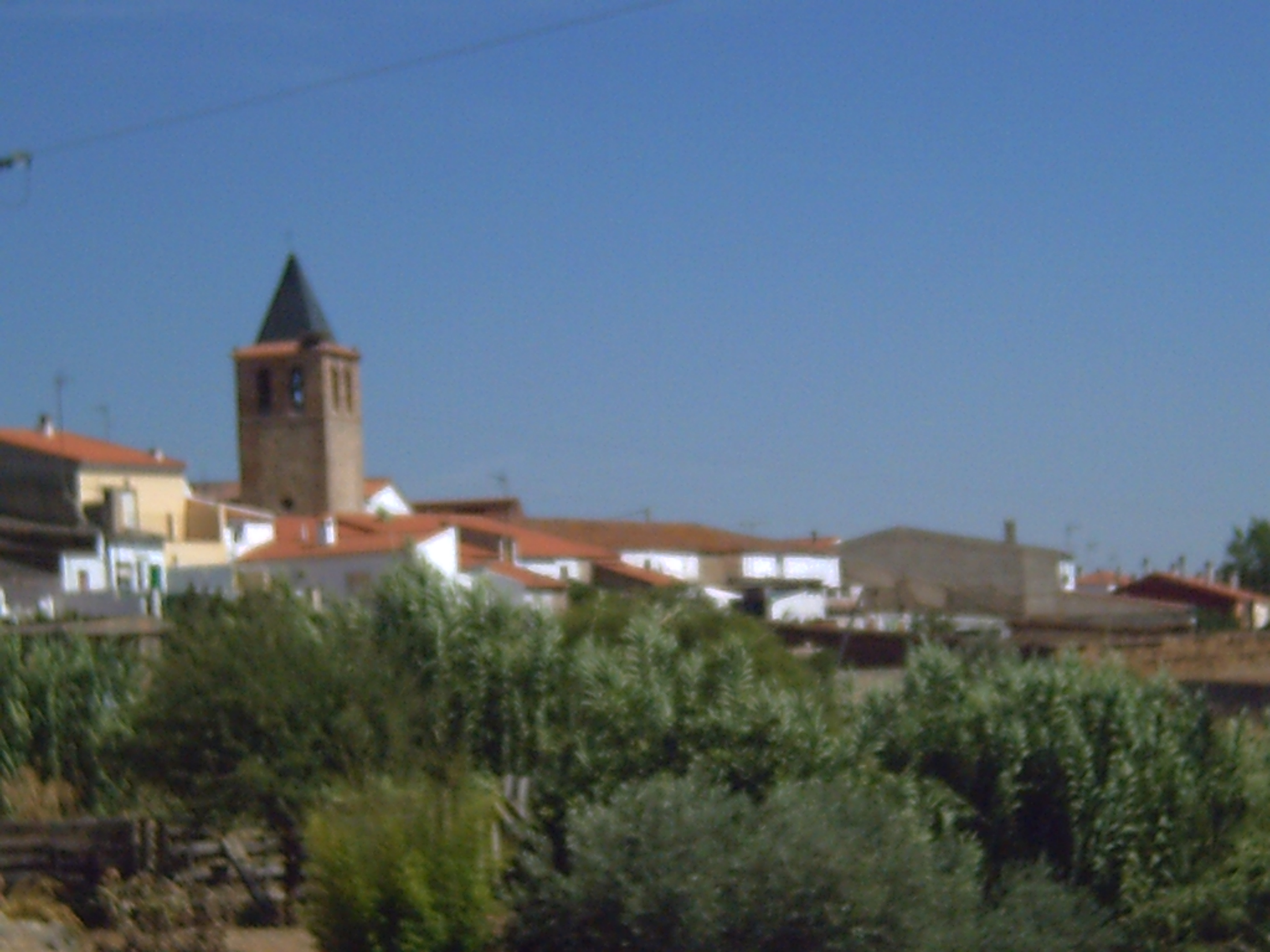
Дон-Альваро